# Ctenochira propodeata
Ctenochira propodeata là một loài tò vò trong họ Ichneumonidae.